# پارک ملی پوهه-لوستو
پارک ملی پوهَه-لوسْتو (Pyhä-Luoston kansallispuisto) یک پارک ملی در لاپلند، فنلاند است. در سال ۲۰۰۵ زمانی که قدیمی‌ترین پارک ملی فنلاند، پارک ملی پوهنوتوری (تأسیس در سال ۱۹۳۸) به آن ملحق شد، بوجود آمد. این تاریخچه باعث می‌شود پوهَه-لوسْتو یکی از قدیمی‌ترین و هم‌چنین یکی از جدیدترین پارک‌های ملی فنلاند باشد. مساحت این پارک ۱۴۲ کیلومتر مربع (۵۵ مایل مربع) است. از مهم‌ترین ویژگی‌های آن می‌توان به جنگل‌های قدیمی و تپه‌های پوشیده از تالاب و در واقع اشاره کرد.
این منطقه بقایای کوه‌های ۲ میلیارد ساله آلپ هستند. جنگل‌های درخت کاج با قدمت ۲۰۰ سال یا بیشتر بر روی تپه‌ها رشد می‌کنند.
در سال ۲۰۱۵ تعداد بازدیدکنندگان ۱۱۵۱۰۰ نفر بود که نسبت به تعداد ۱۲۸۰۰۰ نفر در سال ۲۰۰۹ کاهش داشت.